# Scarmagno
Scarmagno (piemontesisch Scarmagn) ist eine Gemeinde in der italienischen Metropolitanstadt Turin (TO), Region Piemont.

## Lage und Einwohner
Scarmagno liegt 42 km nordöstlich von Turin. Das Gemeindegebiet umfasst eine Fläche von 7 km² und hat 791 Einwohner (Stand 31. Dezember 2023). Scarmagno liegt direkt an der Autostrada 5 und hat eine Ein- und Ausfahrt.
Die Nachbargemeinden sind Romano Canavese, Perosa Canavese, San Martino Canavese, Vialfrè, Cuceglio, Mercenasco und Montalenghe.

## Geschichte

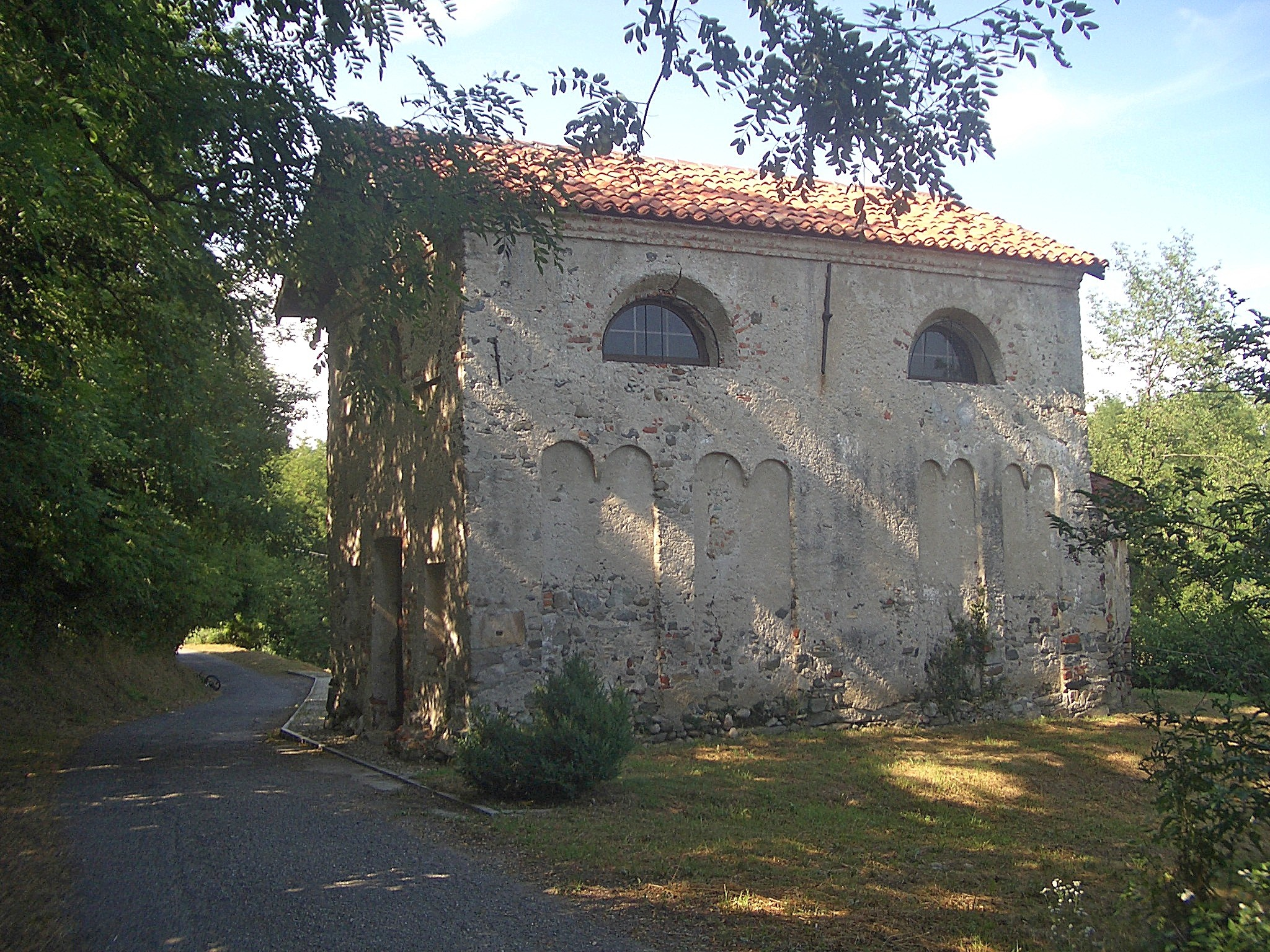
Kapelle im romanischen Architekturstil, erbaut Ende des 10. Jahrhunderts

Die ältesten Zeugnisse berichten, dass Scarmagnum zusammen mit selteneren grafischen Varianten wie Scarmanio und Scarmagnio mit EXQUADRUM MAGNUM in Verbindung gebracht wird, was auf die Lage der Siedlung in den Netzwerken der römischen Zenturierung der Landschaft von Eporedia hinweist. Es gehörte zur Grafschaft San Martino, die dort eine alte Burg besaß, von der nur noch eine ummauerte Anlage erhalten ist.
Ab dem 17. Jahrhundert wurde es den Grafen von Perrone zugeteilt. Aus dem Mittelalter sind aufgrund des Volksaufstands namens Tuchinaggio, der das gesamte Canavese-Gebiet erfasste, nur noch wenige Spuren erhalten. Zu den Zeugnissen seines historisch-architektonischen Erbes gehören: eine Villa im Besitz der Familie Gayo, die berühmte Persönlichkeiten des aufstrebenden Bürgertums wie den Architekten Filippo Gayo beherbergte; Die Pfarrkirche, die trotz ihres Wiederaufbaus im Jahr 1815 typisch mittelalterliche Elemente wie den alten Glockenturm und die Kapelle Sant'Eusebio antiken Ursprungs bewahrt hat, in der sich ein bedeutendes Fresko aus dem 15. Jahrhundert befindet, das Domenico della Marca zugeschrieben wird Ancona.